# 기타모토 구니에
기타모토 구니에(일본어: 北本 久仁衛, 1981년 9월 18일 ~ )는 일본의 전 축구 선수이다.

## 구단 경력
그는 2000년 J1리그의 비셀 고베에 입단했다. 2018년까지 394경기에 출전하여, 16득점을 넣었다.